# Gmina zbiorowa Elbtalaue
Gmina zbiorowa Elbtalaue (niem. Samtgemeinde Elbtalaue) – gmina zbiorowa położona w niemieckim kraju związkowym Dolna Saksonia, w powiecie Lüchow-Dannenberg. Siedziba gminy zbiorowej Elbtalaue znajduje się w mieście Dannenberg (Elbe).

## Położenie geograficzne
Gmina zbiorowa Elbtalaue jest położona w północnej części powiatu Lüchow-Dannenberg. Graniczy od południa z gminą zbiorową Lüchow (Wendland) i od południowego wschodu z gminą zbiorową Gartow. Od wschodu na Łabie przebiega granica gminy, powiatu i landu z dwoma krajami związkowymi: Meklemburgią-Pomorzem Przednim; w tym z miastem Dömitz będącym siedzibą urzędu Dömitz-Malliß w powiecie Ludwigslust-Parchim i Brandenburgią; w tym z gminą Lenzerwische wchodzącą w skład urzędu Lenzen-Elbtalaue w powiecie Prignitz. Na północnym wschodzie, również przez Łabę graniczy z gminą Amt Neuhaus w powiecie Lüneburg, na północy graniczy z gminą zbiorową Dahlenburg także z tego powiatu. Natomiast na zachodzie graniczy z gminami zbiorowymi Bevensen i Rosche w powiecie Uelzen. Teren gminy od wschodu ograniczony jest Łabą. Przez środek gminy płynie Jeetzel  uchodząc do Łaby w Hitzacker (Elbe). Zachodnie połacie gminy są wschodnimi krańcami Pustaci Lüneburskiej.

## Podział administracyjny
W skład gminy zbiorowej Elbtalaue wchodzi dziesięć gmin, w tym: dwa miasta (Stadt) i osiem gmin (Gemeinde). Na jej terenie leży również jeden obszar wolny administracyjne (gemeindefreies Gebiet), który nie należy do gminy zbiorowej.
1. Damnatz
2. Dannenberg (Elbe)
3. Göhrde
4. Gusborn
5. Hitzacker (Elbe)
6. Jameln
7. Karwitz
8. Langendorf
9. Neu Darchau
10. Zernien
11. Göhrde – obszar wolny administracyjnie

## Współpraca
- Łask, Polska od 1993